# Standortmunitionsniederlage Diensthop
Die Standortmunitionsniederlage Diensthop (Standortmunitionsniederlage 254/1) war eine Standortmunitionsniederlage der Bundeswehr etwa eineinhalb Kilometer nordöstlich von Diensthop im Landkreis Verden.
Hier befand sich ein Sondermunitionslager der NATO ergänzend zur Standortmunitionsniederlage. Die Kernwaffen wurden von der 25th USAFAD und der deutschen Begleitbatterie 3, beide aus der Niedersachsen-Kaserne in Dörverden-Barme, bewacht. Nach der Schließung der Anlage wurde im Jahr 2014 die Bebauung vollständig zurückgebaut, das Wachlokal entkernt und die Bunkeranlagen vom Technischen Hilfswerk gesprengt sowie verfüllt.